# Dějiny Limy

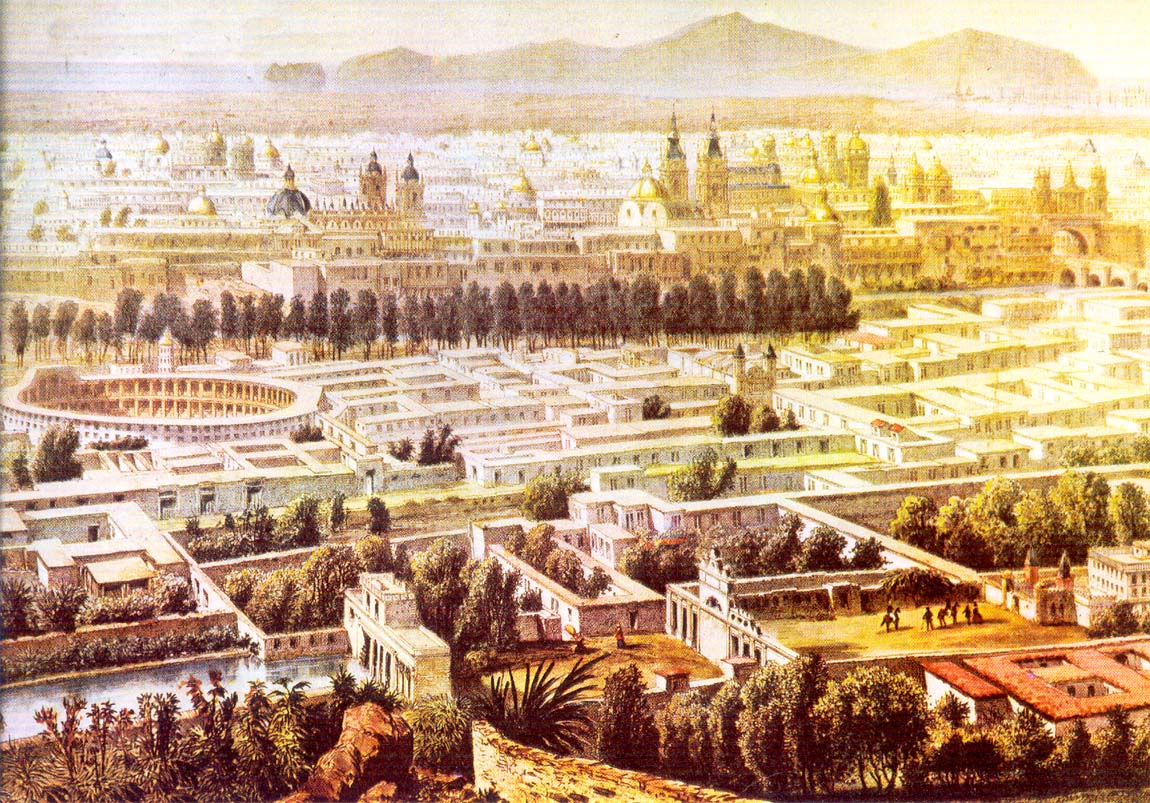
Panorama Limy ze strany rímackého distriktu, polovina 19. století

Dějiny Limy, hlavního města Peru, započaly 18. ledna 1535 založením města španělským conquistadorem Franciscem Pizarrem. Město bylo založeno v údolí řeky Rímac v oblasti osídlené Ychsmy, kteří tvořili součást říše Inků. Roku 1543 se Lima stala hlavním městem místokrálovství Peru a sídlem soudu Real Audiencia. V 17. století město, navzdory zemětřesením i hrozbě v podobě pirátů, prosperovalo jako centrum rozsáhlé obchodní sítě. V 18. století však kvůli bourbonským reformám začalo upadat.
Obyvatelstvo Limy hrálo v letech 1821–1824 významnou roli v peruánské válce za nezávislost; město utrpělo jak ze strany royalistických, tak povstaleckých armád. Po získání nezávislosti se Lima stala hlavním městem nové Peruánské republiky. V polovině 19. století zažívala krátké období prosperity až do vypuknutí druhé tichomořské války mezi Peru a Bolívií na jedné straně a Chile na straně druhé v letech 1879–1883, kdy bylo město obsazeno a vypleněno chilskými jednotkami. Po skončení války Lima procházela obdobím populačního růstu i urbanistického rozvoje. Značný populační nárůst nastal zejména ve 40. letech 20. století díky přistěhovalcům z peruánských And. To přispělo i k velkému rozšíření slumových městeček (známých jako pueblos jóvenes) na předměstích Limy, protože úřady nedokázaly rozšiřování města udržet pod kontrolou.

## Založení

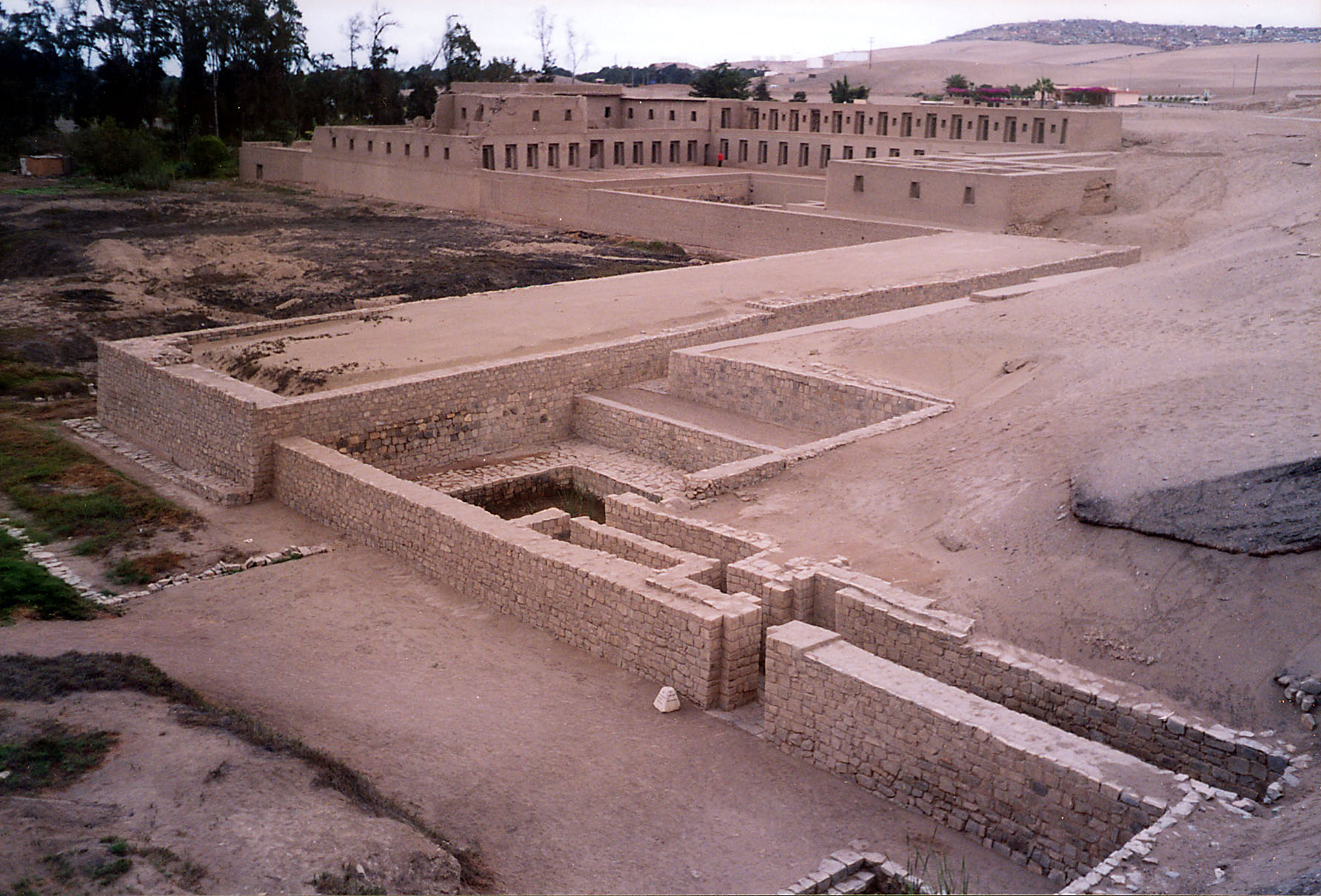
Pachacámac, významné náboženské centrum předkolumbovského Peru

V předkolumbovské éře byla oblast dnešní Limy osídlena několika skupinami andských indiánů. Před ovládnutím údolí řek Rímac a Lurín Inckou říší byli místní Indiáni sdruženi v Ychsmackém svazu. Jejich přítomnost zanechala na oblasti stopy v podobě 40 pyramid a zavlažovacího systému v údolích. V 15. století Inkové oblast dobyli a na místech jako Pachacamác vztyčili své vlastní veřejné budovy. Pachamac, ležící asi 30 kilometrů na jihovýchod od Limy, byl největším mocenským centrem v oblasti a svůj vliv si držel až do španělské conquisty.
Roku 1532 porazila skupina španělských conquistadorů, vedených Franciscem Pizarrem, posledního inckého císaře Atahualpu a brzy poté převzala kontrolu nad říší Inků. Protože byl Pizarro jmenován guvernérem všech území, jež dobyl ve jménu španělské koruny, hledal vhodné místo pro založení svého hlavního města. První volba padla na město Jauja, které se nacházelo hluboko v Andách. Jeho poloha byla nakonec shledána nevhodnou pro velkou nadmořskou výšku a velkou vzdálenost od moře. Španělští průzkumníci později podali zprávy o údolí Rímac, ležícím poblíž Tichého oceánu, kde se nacházelo množství pitné vody, zásoby dřeva, rozsáhlá pole a dobré podnebí. Zde Francisco Pizarro 18. ledna 1535 založil své nové hlavní město, Ciudad de los Reyes – Město králů; jméno Lima je poté zkomolenina názvu Rímac.
V srpnu 1536 Limu, stejně jako i staré hlavní město Inků Cuzco, oblehla armáda Manky Cápaca II., vůdce inckých povstalců proti španělské koloniální moci. Francisco Pizarro v Limě disponoval jen stem španělských vojáků a větším oddílem Indiánů. Obléhání trvalo šest týdnů a Španělům se povstalce po tvrdých bojích v městských ulicích i okolí podařilo porazit. Španělé dosáhli vítězství i v Cuzku; na obou vítězstvích se značně podíleli jejich indiánští spojenci. Dne 3. listopadu 1536 pak španělská koruna potvrdila založení města a 7. prosince 1537 udělil císař Karel V. Limě městský znak.

## Koloniální éra

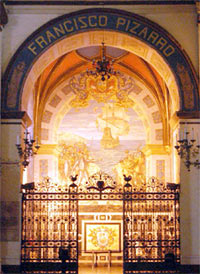
Hrobka Francisca Pizarra, zakladatele Limy v limské katedrále

Po dalších několik let zažívala Lima bouře způsobené rozbroji mezi jednotlivými frakcemi samotných Španělů, mezi přívrženci znepřáteleného Francisca Pizarra a Diega Almagra. Roku 1538 byl zavražděn Almagro a roku 1541 stoupenci jeho syna Diega v Limě zavraždili i Francisca Pizarra a Diego Almagro mladší se ujal vlády. Nicméně brzy na to dorazil zmocněnec španělského krále Cristóbal vaca de Castro, který se zmocnil Limy a roku 1543 porazil Almagra i jeho přívržence, čímž skončila nejkrvavější občanská válka v Peru koloniálního období.
V té samé době, roku 1543, město získalo na prestiži díky ustanovení hlavním městem místokrálovství Peru a sídelního města soudu Real Audiencia, který společně s místokrálem měl prosazovat politiku španělského krále vůči conquistadorům v Peru. Roku 1551 byla v Limě založena první univerzita a roku 1584 první knihtiskárna. Lima se stala důležitým střediskem římskokatolické církve v Peru; roku 1541 zde byla založena diecéze, která byla o pět let později povýšena na arcidiecézi. Rovněž byla sídlem inkvizice. Na rozdíl od španělských kolonií v Západní Indii se državám na tichomořské straně amerického pobřeží vyhýbaly nájezdy anglických a francouzských pirátů, protože Francouzi ani Angličané nebyli na moři tak zdatní a zkušení, jako Španělé a Portugalci, aby si mohli dovolit cestu do Pacifiku Magalhãesovým průlivem. Španělské pacifické loďstvo tak obvykle nepotřebovalo žádnou ochranu ani při přepravě drahocenných nákladů.

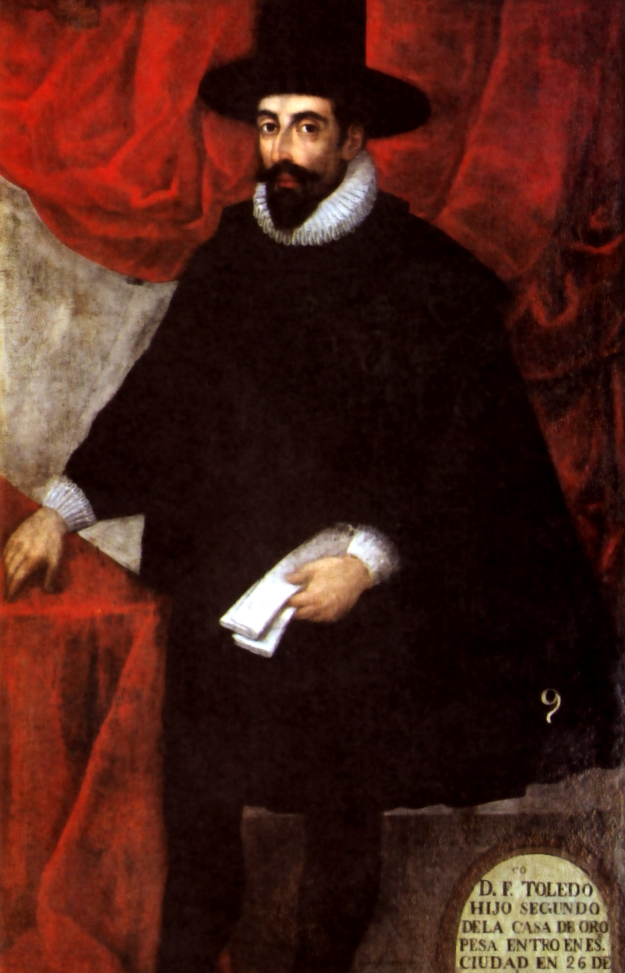
Francisco de Toledo, hrabě z Oropesy a peruánský místokrál

První pirát, který se v Pacifiku objevil, byl roku 1576 Angličan John Oxenham, který přistál na karibském pobřeží Panamy, přešel Panamskou šíji a na pacifickém pobřeží postavil za pomoci Indiánů i uprchlých otroků malou loď, kterou ohrožoval španělské lodě. Španělé však jeho loď brzy dostihli, zničili a Oxenhama s dalšími inkviziční tribunál v Limě odsoudil k smrti. Počátkem roku 1579 však do Pacifiku Magalhãesovým průlivem pronikl Francis Drake, který na své lodi Pelikán přepadal a drancoval většinou překvapené a nepřipravené španělské kolonie na pobřeží; 15. února Drake vplul do přístavu v Limě, kde vyloupil a zničil zakotvené obchodní lodě. Místokrál Francisco de Toledo se rozhodl k akci a zorganizoval trestnou výpravu pod velením Pedra Sarmienta de Gamboy, který se jal Drakea stíhat. Španělům se již nepodařilo samotného Drakea dopadnout, ale zahradili cestu zpět na jih a Angličané se tak museli zpět do Evropy vrátit přes Tichý a Indický oceán. Francisco de Toledo v Limě poté věnoval svou pozornost zvýšení bezpečnosti amerických osad; dal v přístavu Callao postavit Armadu del Mar del Sur – Jižní loďstvo a opevnit proti pirátům peruánské přístavy.

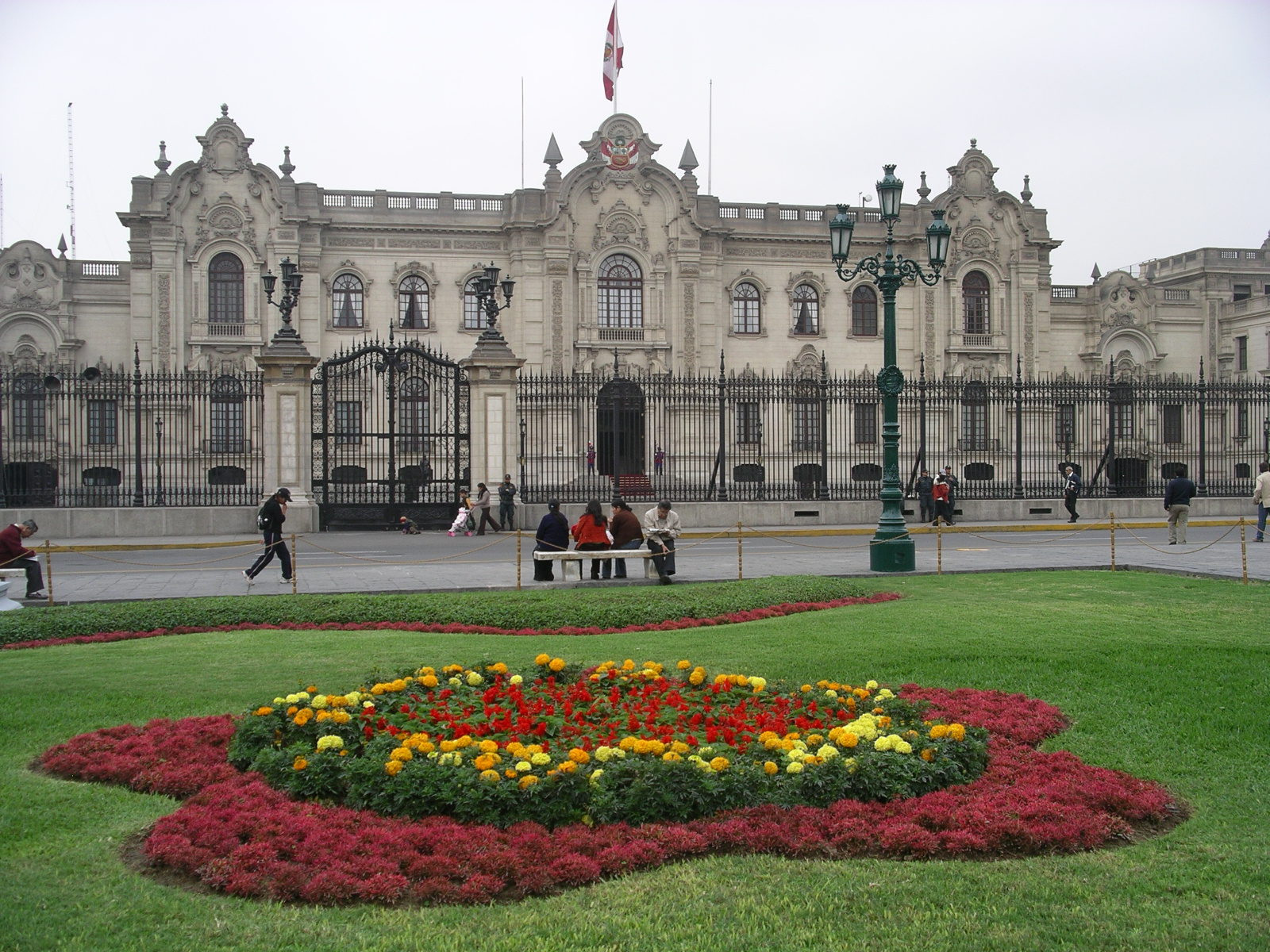
Vládní palác v Limě, někdejší sídlo španělských místokrálů

V 17. století v Limě kvetl rozsáhlý zahraniční obchod, který místokrálovství Peru zapojil do kontaktů s ostatními oblastmi Ameriky, Evropy i Dálného východu. Obchodníci exportovali peruánské stříbro přes nedaleký přístav Callao a směňovali ho na trhu v Portobelu v dnešní Panamě za dovezené zboží. Tato praxe však byla vynucena zákonem, neboť španělské úřady vyžadovaly, aby všechen zámořský obchod s místokrálovstvím Peru procházel Callaem. Výsledná ekonomická prosperita Limy se odrážela na rapidním růstu populace; roku 1619 měla Lima asi 25 000 obyvatel a roku 1687 již 80 000. V Limě vládla především bělošská koloniální honorace, naproti tomu vlivní vlastníci půdy ve vnitrozemí a Cuzcu byli míšenci a indiánské komuny. V roce 1650 žilo na pobřeží a v hlavním městě také až 60 000 černochů.

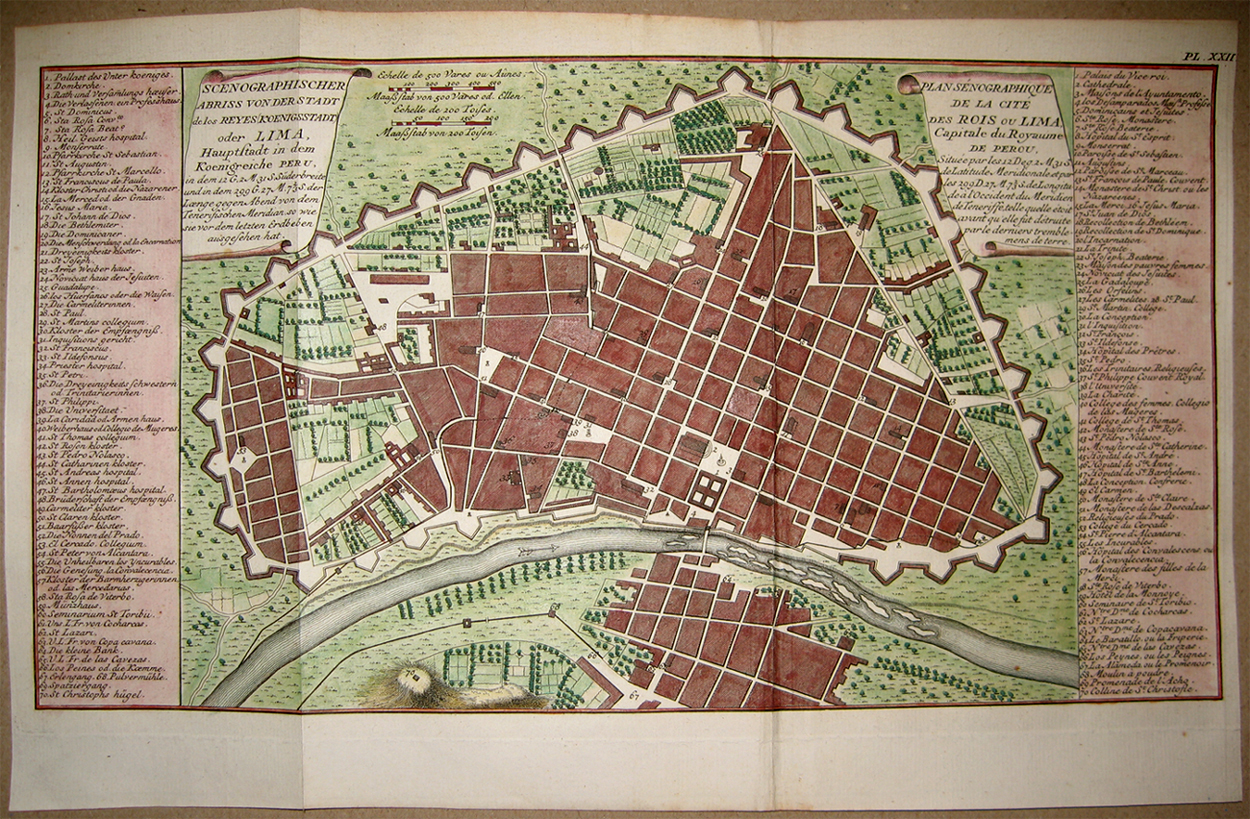
Plán Limy s městským opevněním kolem roku 1750

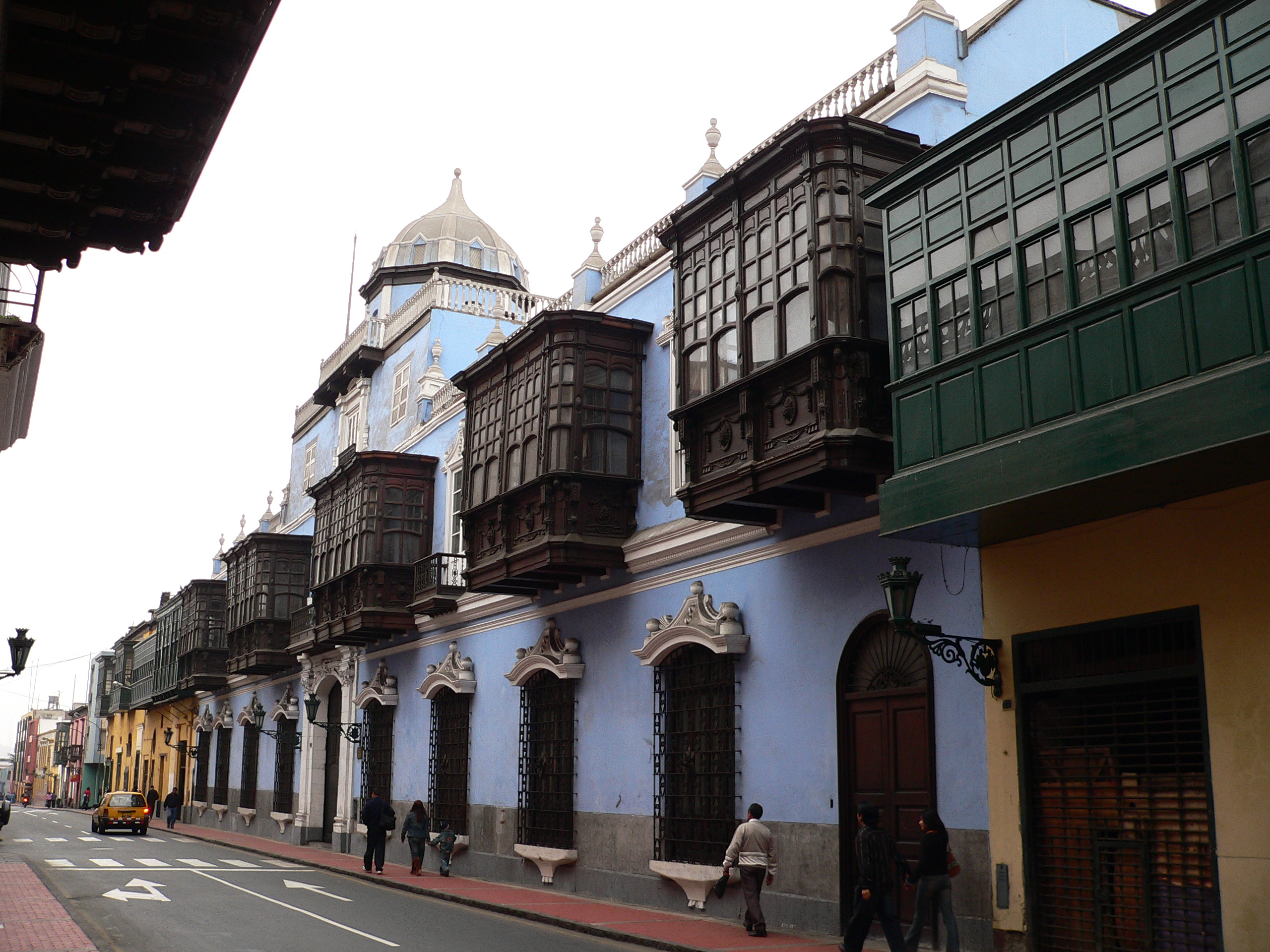
Slavné limské balkóny jsou jedním z nejvýraznějších příkladů koloniální architektury

Nicméně Limě se nevyhýbaly ani pohromy. Dne 20. října a 2. prosince 1687 město postihla mohutná zemětřesení, která poškodila většinu města a jeho okolí. Následné epidemie a nedostatek potravin způsobily do roku 1692 pokles populace Limy pod 40 000 obyvatel. Druhým nebezpečím byla přítomnost pirátů a korzárů v Tichém oceánu. Nizozemská námořní expedice zaútočila roku 1624 na přístav Callao, ale místokráli Diegovi Fernándezovi de Córdobovi se podařilo Nizozemce odrazit. V 80. letech 17. století se ve vodách Tichého oceánu rozmáhaly aktivity anglických bukanýrů, až dokud se jim obchodníci z Limy nepostavili roku 1690 na odpor. V letech 1684–1687 nechal místokrál Melchor de Navarra y Rocafull jako preventivní opatření vybudovat limské městské opevnění.
Zemětřesení z roku 1687 znamenalo konec prosperity města, k čemuž přispělo několik faktorů, jako úpadek obchodu i těžby stříbra a vysoká konkurence ze strany dalších koloniálních měst jako Buenos Aires. K těmto problémům se 28. října 1746 připojilo další velké zemětřesení, které město rozsáhle poškodilo a zničilo přístav Callao, což si za místokrále José Antonia Mansa de Velasca vyžádalo značnou přestavbu města. Tato katastrofa vedla rovněž k velkému rozvoji náboženského života a od října 1746 se každý rok v průvodu nese obrázek Krista známého jako Pán zázraků.
Během pozdní koloniální éry, za vlády bourbonské dynastie ve Španělsku, se i v Limě prosadily a ovlivňovaly dění myšlenky osvícenství. Během tohoto období byly postaveny mnohé nové budovy, například Plaza de toros de Acho (aréna pro býčí zápasy), aréna pro kohoutí zápasy či ústřední hřbitov. Velké městské arény pro zápasy zvířat byly postaveny proto, aby se pořádání zápasů přitáhlo na jedno místo, zatímco do té doby byly kohoutí a býčí zápasy praktikovány roztroušeně po celém městě; hřbitov pak měl učinit přítrž pohřbům v kostelech, které úřady považovaly za nehygienické.

## Válka za nezávislost

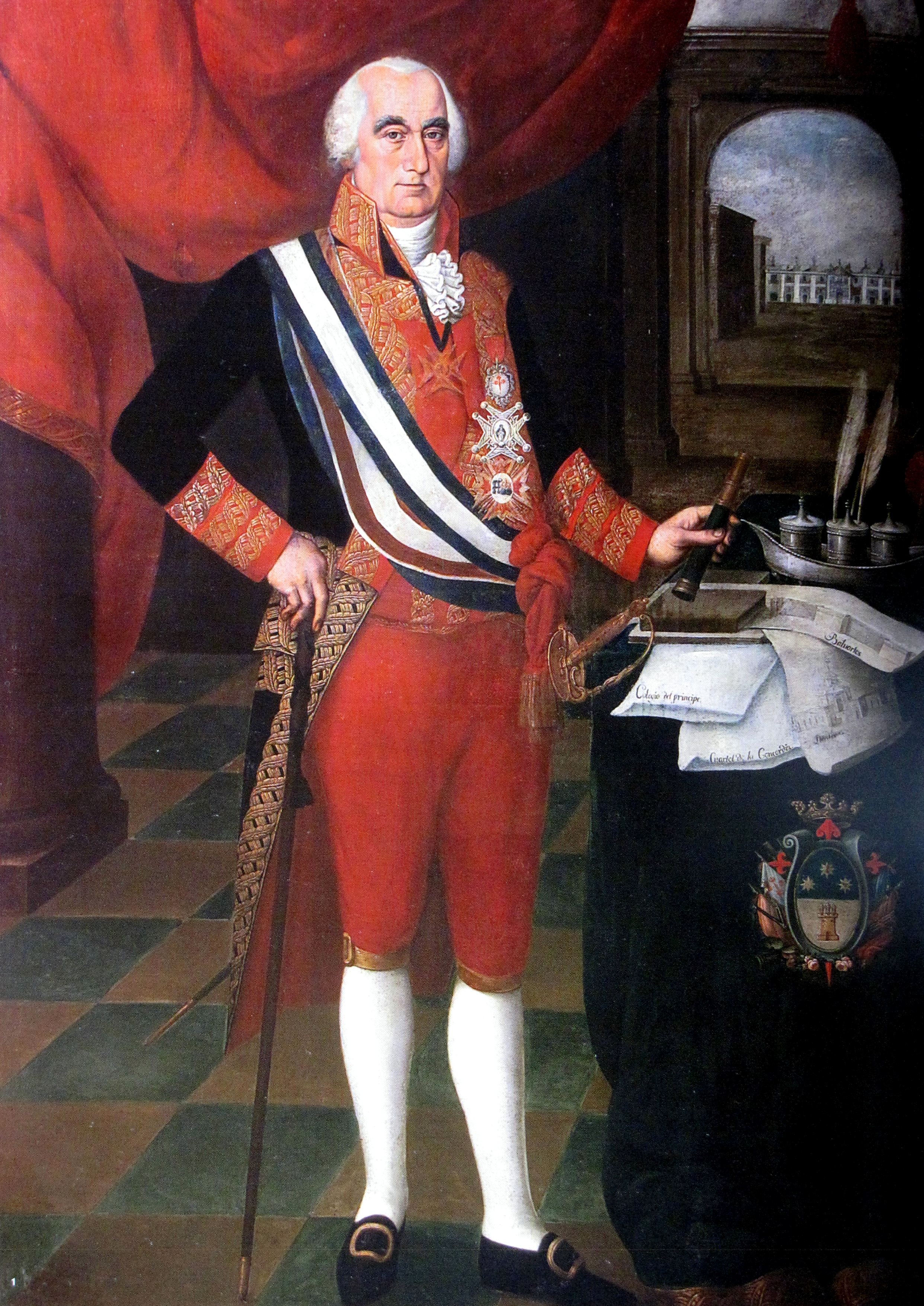
Španělský místokrál José Fernando de Abascal y Sousa

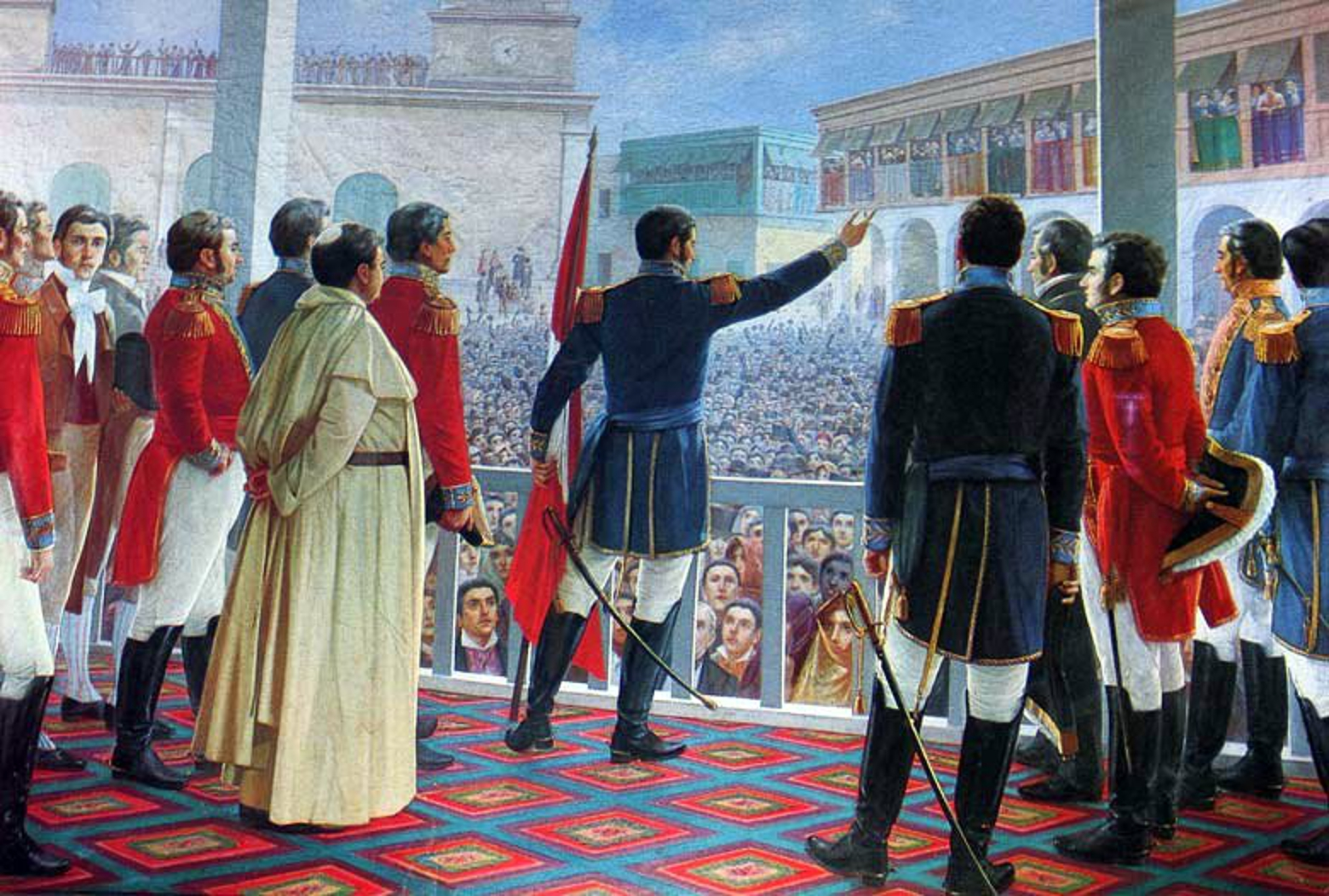
José de San Martín vyhlašuje v Limě 28. července 1821 nezávislost

Během 2. poloviny 18. století byla Lima značně zasažena bourbonskými reformami, ztratila své dominantní postavení v zámořském obchodu a důležitá těžební oblast horního Peru byla převedena pod správu místokrálovství Río de la Plata. Tento hospodářský úpadek tak učinil limské elity závislejšími na králi a církvi, a tak se zdráhaly podporovat ideu nezávislosti. V druhém desetiletí 19. století, během zuřících jihoamerických válek za nezávislost, se Lima stala baštou royalistů vedených silným španělským místokrálem José Fernandem de Abascal y Sousa.
Dne 7. září 1820 vpadla do oblasti spojená expedice chilských a argentinských povstalců vedená generálem José de San Martínem, která však nenapadla samotné město. Místokrál José de la Serna, který čelil námořní blokádě i guerrillovým útokům na souši, tím byl donucen v červenci 1821 evakuovat Limu a zachránit tak svou royalistickou armádu. V obavách před lidovým povstáním pozvala městská rada San Martína do města, kde na jeho žádost byla podepsána deklarace nezávislosti. Válka tím však u konce nebyla a během dalších dvou let se Lima dostala několikrát do rukou obou stran. V době bitvy u Ayacucha 9. prosince 1824, kdy již byla válka rozhodnuta, byla Lima značně poznamenána válkou.

## Období republiky

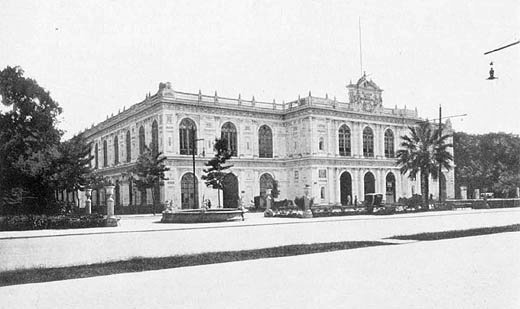
Palacio de la Exposición byl postaven pro mezinárodní výstavu roku 1872

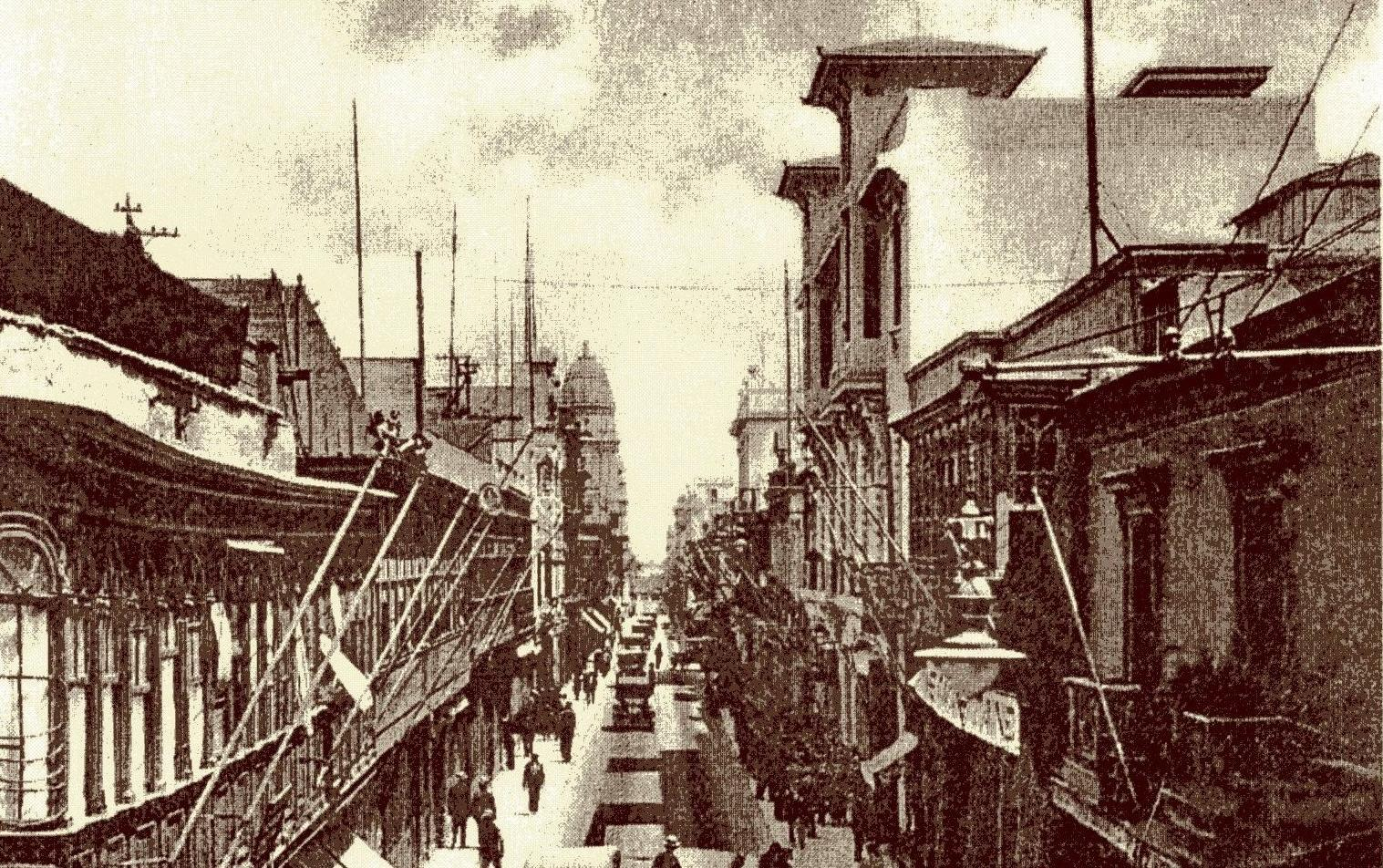
Jirón de la Unión byla hlavní limskou třídou na počátku 20. století

Po válce za nezávislost se Lima stala hlavním městem nové Peruánské republiky, avšak ekonomická stagnace a politický úpadek zastavily její rozvoj. Období stagnace skončilo v 50. letech 19. století, kdy se v soukromém i veřejném sektoru zvýšily výnosy z vývozu guána, což vedlo k rychlému rozvoji města. V následujících dvou desetiletích stát zajišťoval výstavbu velkých veřejných budov, které nahradily budovy koloniální správy; vznikla například budova centrální tržnice, jatek, azyl pro duševně nemocné, věznice či nemocnice Dos de Mayo. Zlepšení se promítlo také ve výstavbě komunikací; roku 1850 byla dokončena železnice mezi Limou a Callaem a roku 1870 byl otevřen železný most přes řeku Rímac. V roce 1872 bylo v očekávání dalšího růstu strženo městské opevnění. Peruánská ekonomika závislá na exportu sice vedla k hospodářskému rozvoji, nicméně prohloubila propast mezi bohatými a chudými vrstvami obyvatelstva, což vyvolávalo sociální napětí.
V letech 1879–1883, kdy probíhala válka o Pacifik, byla Lima poté, co se odpor peruánských jednotek po bitvě o San Juan a bitvě u Miraflores zhroutil, obsazeno chilskou armádou. Město okupací utrpělo, když Chilané vyplenili veřejná muzea, knihovny a vzdělávací instituce. V té době také dav chudiny zaútočil na bohaté občany a Asiaty a rozkradl jejich majetek a obchody.
Po skončení války město podstoupilo obnovovací proces, který trval od 90. let 19. století až do 20. let 20. století. Protože centrum Limy bylo přelidněné, bylo roku 1896 vybudována obytná zóna La Victoria pro dělnickou třídu. Během tohoto období byl upraven i městský plán vybudováním širokých tříd, které křižovaly město a spojily je se satelitními sídly, například s městem Miraflores. Ve 20. a 30. letech byly přestavěny mnohé budovy historického centra, například vládní palác a radnice.

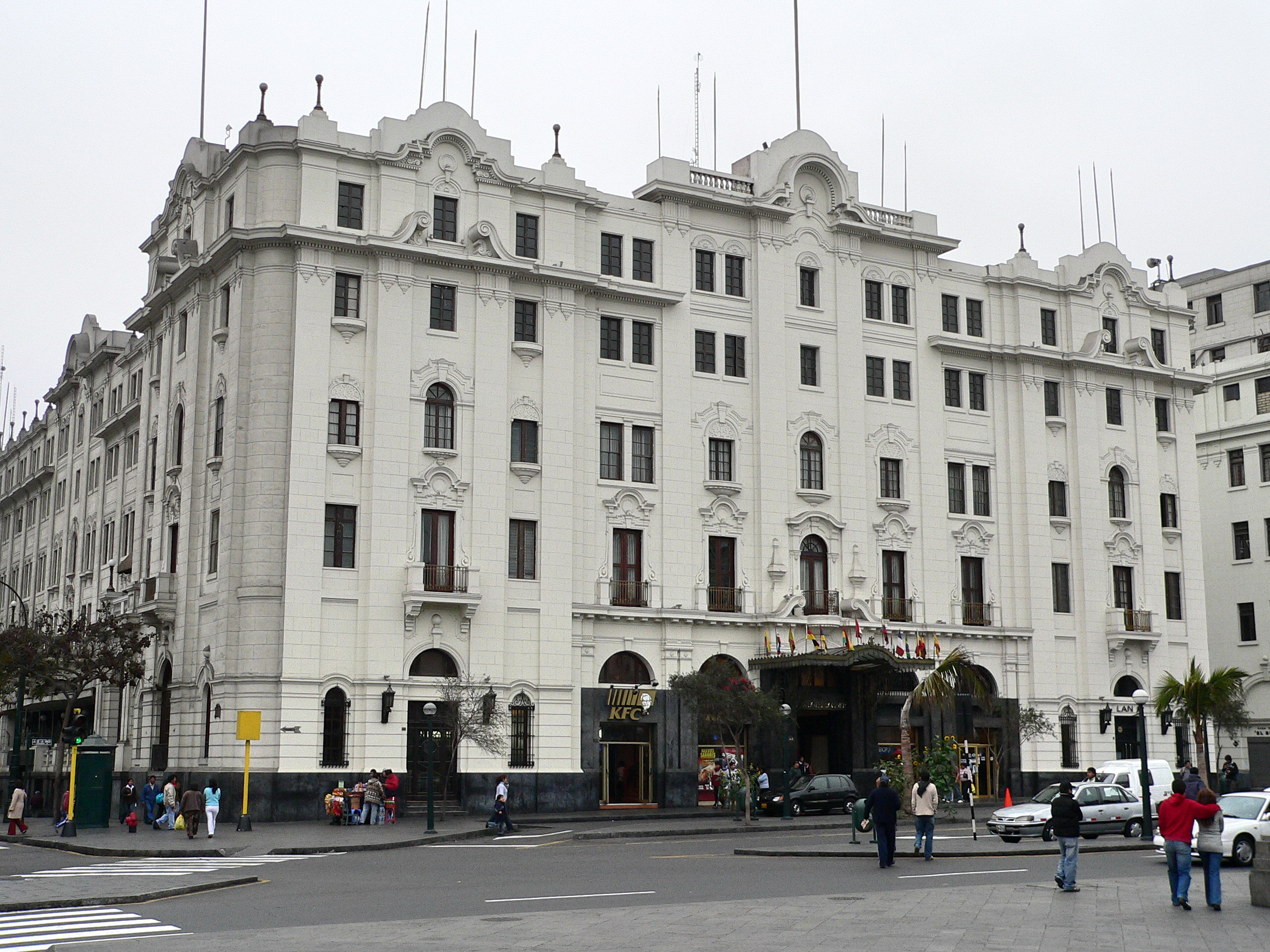
Hotel Bolívar byl součástí procesu městské obnovy zahájené počátkem 20. století

Dne 24. května 1940 další zemětřesení zničilo většinu čtvrtí, které byly postaveny z vepřovic nebo quinchy. Ve 40. letech Lima odstartovala období růstu populace urychlené migrací obyvatel z horských oblastí Peru, kteří přicházeli do města za prací. Na počátku tohoto období městská zástavba zaujímala omezenou trojúhelníkovou plochu ohraničenou historickým centrem, Callaem a Chorrillem. V dalších desetiletích se Lima rozrostla především na sever za řeku Rímac, na východ podél centrální dálnice a na jih.
Řady přistěhovalců, kteří nejprve žili stísnění ve slumových městech v centru Limy, se touto expanzí rychle množily, což vedlo k velkému rozšíření chatrčových městeček známých jako pueblos jóvenes. Velké veřejné práce byly odstartovány především za vlády Manuela A. Odríi (1948–1956) a Juana Velasca Alvarada (1968–1975). V 70. letech, kdy dominoval brutalistický styl, byla postavena masivní centrála státem vlastněné petrolejářské společnosti PETROPERU.
Podle sčítání lidu z roku 1993 v Limě žilo 6 400 000 lidí, tedy 28,4 % celkové populace Peru (v roce 1940 v Limě žilo jen 9,4 % peruánské populace); podle údajů z roku 2007 má Lima hustotu zalidnění více než 242 obyvatel na kilometr čtvereční, což představuje více než desetiprocentní nárůst oproti roku 1940.

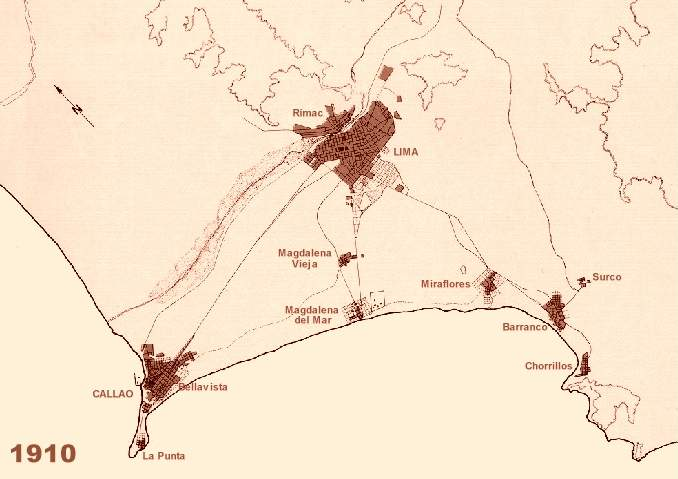
1910
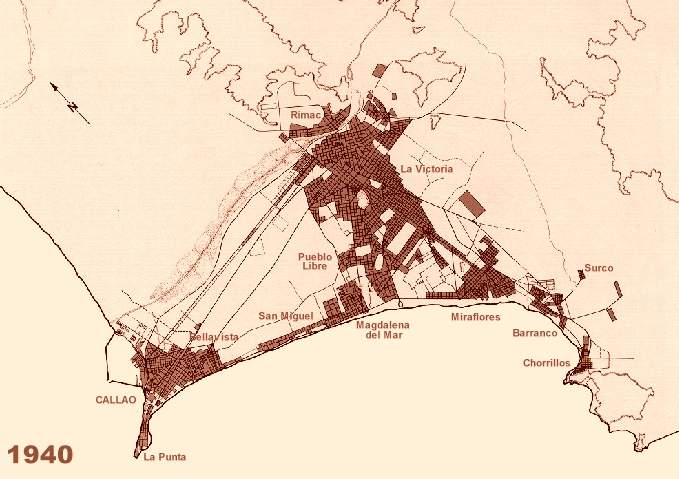
1940
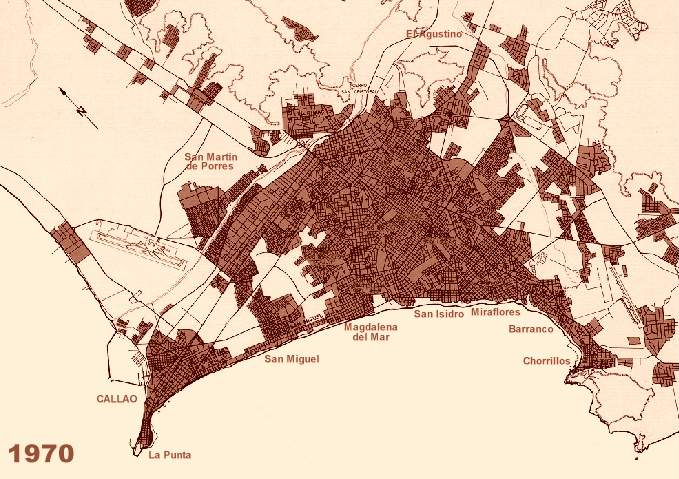
1970